# Міста вздовж Шовкового шляху
У цій статті перераховані міста, розташовані вздовж Великого шовкового шляху. Великий шовковий шлях являв собою мережу древніх торгових шляхів, які з'єднували Європу з Далеким Сходом, що пролягали від Жовтого моря до Корейського півострова, Кангарусіни та Африканського континенту. Шовковий шлях проходив через багато міст, тому було б неправильно не включати Африку та її міста. Східним кінцем Шовкового шляху є нинішній Китай, а його головний західний кінець - Антіохія. Шовковий шлях, це рух, який розпочався приблизно з часів династії Хань, коли правив імператор У-ді.

## Уздовж наземних/сухопутних доріг
Найбільші міста від східного Середземномор'я до Південної Азії, і розташовані приблизно із заходу на схід 

### Шовковий шляхчерезБлизький СхідтаЗахідну Азію

#### Туреччина
- Константинополь, стародавня Візантія, (нині Стамбул), Римська імперія, Візантійська та Османська імперії;
- Бурса;
- Бейпазари;
- Мудурну;
- Тараклі;
- Конья;
- Адана;
- Антіохія;
- Ізмір;
- Трабзон.

#### Азербайджан
- Баку;
- Шамахи;
- Барда.

#### Грузія
- Тбілісі (Тіфліс);
- Батумі;
- Поті.

#### Вірменія
- Єреван

#### Ліван
- Сур.

#### Сирія
- Алеппо;
- Тартус;
- Хомс;
- Дамаск;
- Пальміра;
- Ракка;
- Дура Європос.

#### Ірак
- Мосул;
- Ербіль;
- Самарра;
- Фалуджа;
- Багдад;
- Ктесифон;

- Баакуба.

#### Іран
- Тебриз

- Занджан
- Решт
- Керманшах
- Хамадан
- Рей (або Рей у сучасному Тегерані);
- Гекатомпіл (Дамган);
- Сабзевар;
- Нішапур;
- Мешхед;
- Тус;
- Бам;
- Єзд;
- Казвін.

## Центральна Азія

### Туркменістан
- Ніса;
- Мерв;
- Ургенч;
- Амул.

### Узбекистан
- Бухара;
- Шахрісабз;
- Самарканд;
- Ташкент;

- Коканд (Ферганська долина);
- Андижан (Ферганська долина).

### Таджикистан
- Худжанд (Ферганська долина);
- Істаравшан.

### Казакстан
- Отрар;
- Іспіджаб (або Сайрам);
- Тараз;
- Хазрат-е Туркестан;
- Алмати.

### Киргизстан
- Іссик-Куль;
- Токмак;
- Бішкек;
- Ош.

## Південні маршрути та Південна Азія

### Афганістан
- Бактра (Балх);
- Герат;
- Олександрія Арахосія (Кандагар);
- Баміан;
- Кабул.

### Пакистан
- Кветта;
- Пушкалавати/Пешавар;
- Таксила;
- Мултан
- Дебал/Банбхор/Барбарікон.

### Індія
- Тамраліпта (або Тамлук);
- Лех;
- Джайсальмер;
- Матхура;
- Варанасі (або Бенарес);
- Паталіпутра.

### Непал
- Катманду - див. також Патан і Батгаун.

### Бангладеш
- Варі-батешвар;
- Пундранагара;
- Вікрампура;
- Сомапура;
- Бхітагарг;
- Сонаргаон;
- Чаттаграма/Чатгаон/Читтагонг;
- Комміла/Майнаматі/Саматата;
- Джахангір Нагар/Дака.

### Бутан
- Джакар;
- Паро.